# Rothesay Open Nottingham 2024
Die Rothesay Open Nottingham 2024 waren ein WTA-Tennisturnier der WTA Tour 2024 für Damen und ein ATP-Tennisturnier der ATP Challenger Tour 2024 für Herren in Nottingham und fanden parallel vom 10. bis 16. Juni 2024 statt.

## Damenturnier
→ Qualifikation: Rothesay Open Nottingham 2024/Damen/Qualifikation